# اریمها
اریمها (انگلیسی: Erimha) یک گروه اکستریم متال کانادایی از مونترآل، استان کبک است که در سال ۲۰۱۰ تشکیل شد.